# Fatlar Spitze
Fatlar Spitze är en bergstopp i Österrike.   Den ligger i distriktet Landeck och förbundslandet Tyrolen, i den västra delen av landet, 500 km väster om huvudstaden Wien. Toppen på Fatlar Spitze är 2 742 meter över havet.
Terrängen runt Fatlar Spitze är huvudsakligen bergig, men den allra närmaste omgivningen är kuperad. Runt Fatlar Spitze är det glesbefolkat, med 13 invånare per kvadratkilometer.. Närmaste större samhälle är Sankt Anton am Arlberg, 8,7 km norr om Fatlar Spitze. 
Trakten runt Fatlar Spitze består i huvudsak av gräsmarker.